# Gran Turismo 7
Gran Turismo 7 — компьютерная игра в жанре гоночного симулятора, разработанная Polyphony Digital и изданная Sony Interactive Entertainment. Является восьмой основной игрой в серии игр Gran Turismo. Игра была анонсирована 11 июня 2020 года на трансляции с показом PlayStation 5; изначально выпуск игры был назначен на 2021 год, однако позже релиз был отложен до 2022 года. 10 сентября 2021 компания объявила дату выхода игры на платформах PlayStation 4 и PlayStation 5 — 4 марта 2022 года.

## Игровой процесс
Главное меню игры, схоже по стилистике с меню Gran Turismo 4. GT7 стала в серии после Gran Turismo 6 с поддержкой режима GT Simulation Mode, являющимся давней особенностью однопользовательской кампании. Были возвращены традиционные трассы и машины, особые мероприятия, чемпионаты, школы вождения, магазин запчастей для тюнинга, автосалон для подержанных машин и GT Auto; между тем, в игре останутся режимы GT Sport Mode, Brand Central и Discover, введённые в Gran Turismo Sport.
Игра активно использует возможности контролера DualSense PlayStation 5, движка Tempest Engine, аппаратной трассировки лучей и трёхмерного аудио для повышения эффекта погружения в игру. Благодаря увеличению вычислительной мощи и включения нестандартного твердотельного накопителя в PlayStation 5, время загрузок в игре заметно уменьшилось по сравнению с прошлыми играми сериями, а графика отображается в разрешении 4K и фреймрейтом 60 кадров в секунду с поддержкой HDR.

## Разработка и выпуск
В интервью GTPlanet в июле 2019 года создатель серии Кадзунори Ямаути заявил, что следующая часть серии Gran Turismo находится в активной стадии разработки. Ямаути подтвердил, что особое внимание в игре будет уделено тонкой настройке классического опыта GT, добавив: «я думаю, следующая игра, которую мы сейчас создаём, будет являться комбинацией прошлого, настоящего и будущего — совершенной формой Gran Turismo».
Gran Turismo 7 была впервые показана на трансляции Sony, посвящённой PlayStation 5, 11 июня 2020 года. Игра разрабатывалась студией Polyphony Digital, а издателем на PlayStation 5 выступила Sony Interactive Entertainment. Выпуск игры назначен на 2021 год, однако затем был перенесён на 4 марта 2022 года.

## Отзывы
| Сводный рейтинг       | Сводный рейтинг |
| Агрегатор             | Оценка          |
| --------------------- | --------------- |
| Metacritic            | 87/100 (PS5)    |
| Иноязычные издания    |                 |
| Издание               | Оценка          |
| Destructoid           | 8,5/10          |
| Edge                  | 9/10            |
| Eurogamer             | 8/10            |
| Game Informer         | 8,75/10         |
| GameRevolution        | 8,5/10          |
| GameSpot              | 8/10            |
| GamesRadar+           | [ 26 ]          |
| Hardcore Gamer        | [ 27 ]          |
| IGN                   | 9/10            |
| Push Square           | [ 29 ]          |
| VG247                 | [ 30 ]          |
| Shacknews             | 9/10            |
| Русскоязычные издания |                 |
| Издание               | Оценка          |
| 3DNews                | 10/10           |
| GoHa.Ru               | 9/10            |
| PlayGround.ru         | 7,7/10          |
| «Игромания»           | [ 35 ]          |
| «Игры Mail.ru»        | 9/10            |
| «НИМ»                 | 8,3/10          |
| Shazoo.ru             | 9,5/10          |

Игра получила преимущественно положительные отзывы прессы, согласно агрегатору рецензий Metacritic — средневзвешенная оценка составила 87/100 для версии на PlayStation 5.